# Chain Lakes Bridge

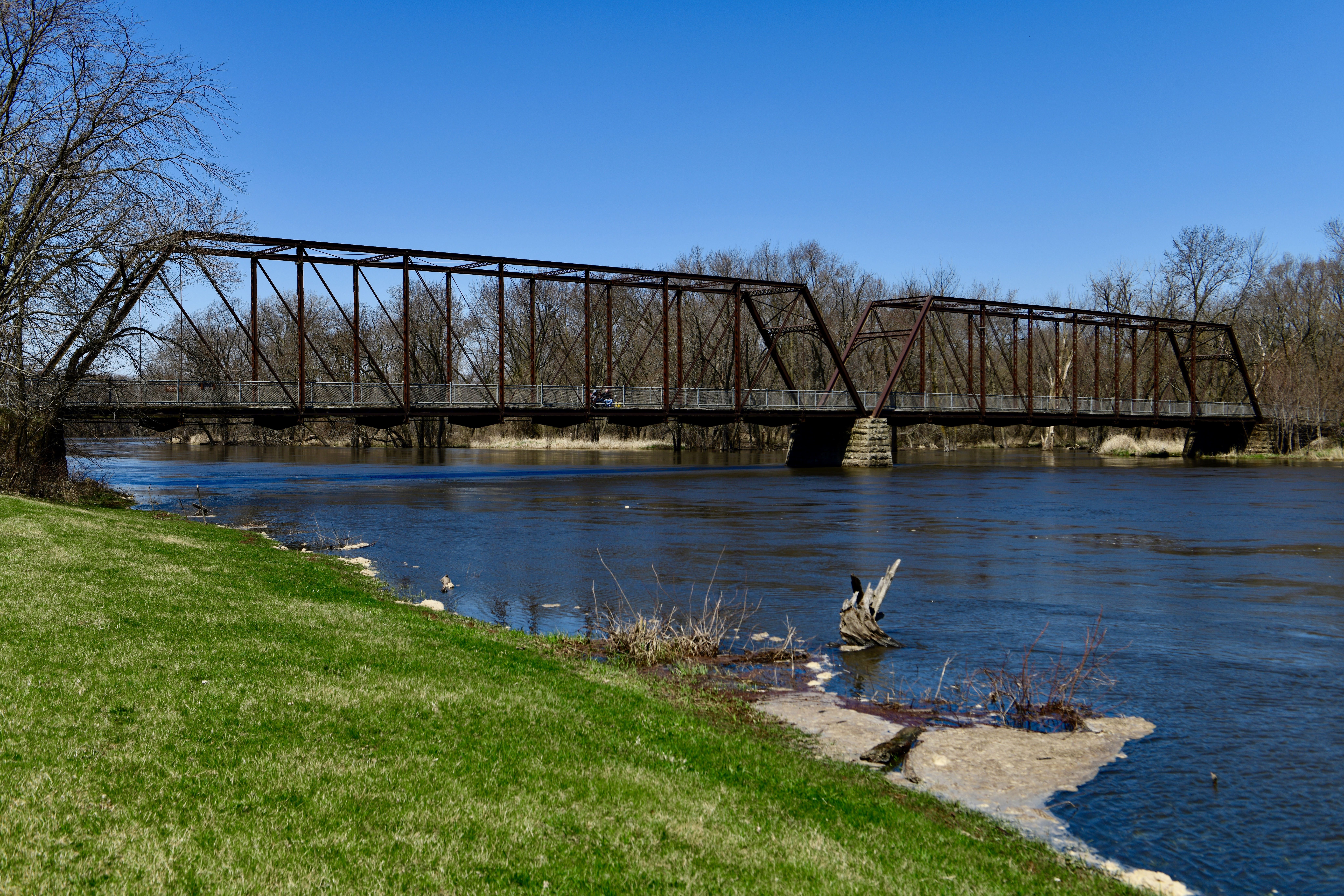
Die Chain Lakes Bridge 2018

Die Chain Lakes Bridge ist eine historische ehemalige Straßenbrücke (Stil: pinned Pratt through truss), heute nur Fußgängerbrücke, unweit von Hiawatha im Linn County im Bundesstaat Iowa in den Vereinigten Staaten. Sie überspannt den Fluss Cedar und liegt direkt am Hanging Bog State Preserve. Die bis heute gut erhaltene Brücke wurde um 1884 von der Wrought Iron Bridge Company errichtet.
Das Fundament besteht aus Stein, die Brücke selbst aus Gusseisen. Die Perioden der Bedeutsamkeit wird vom NRHP mit 1875–1899 definiert.
Die Chain Lakes Bridge wurde am 15. Mai 1998 vom National Register of Historic Places mit der Nummer 98000529 aufgenommen.